# Regeringen Svinhufvud I

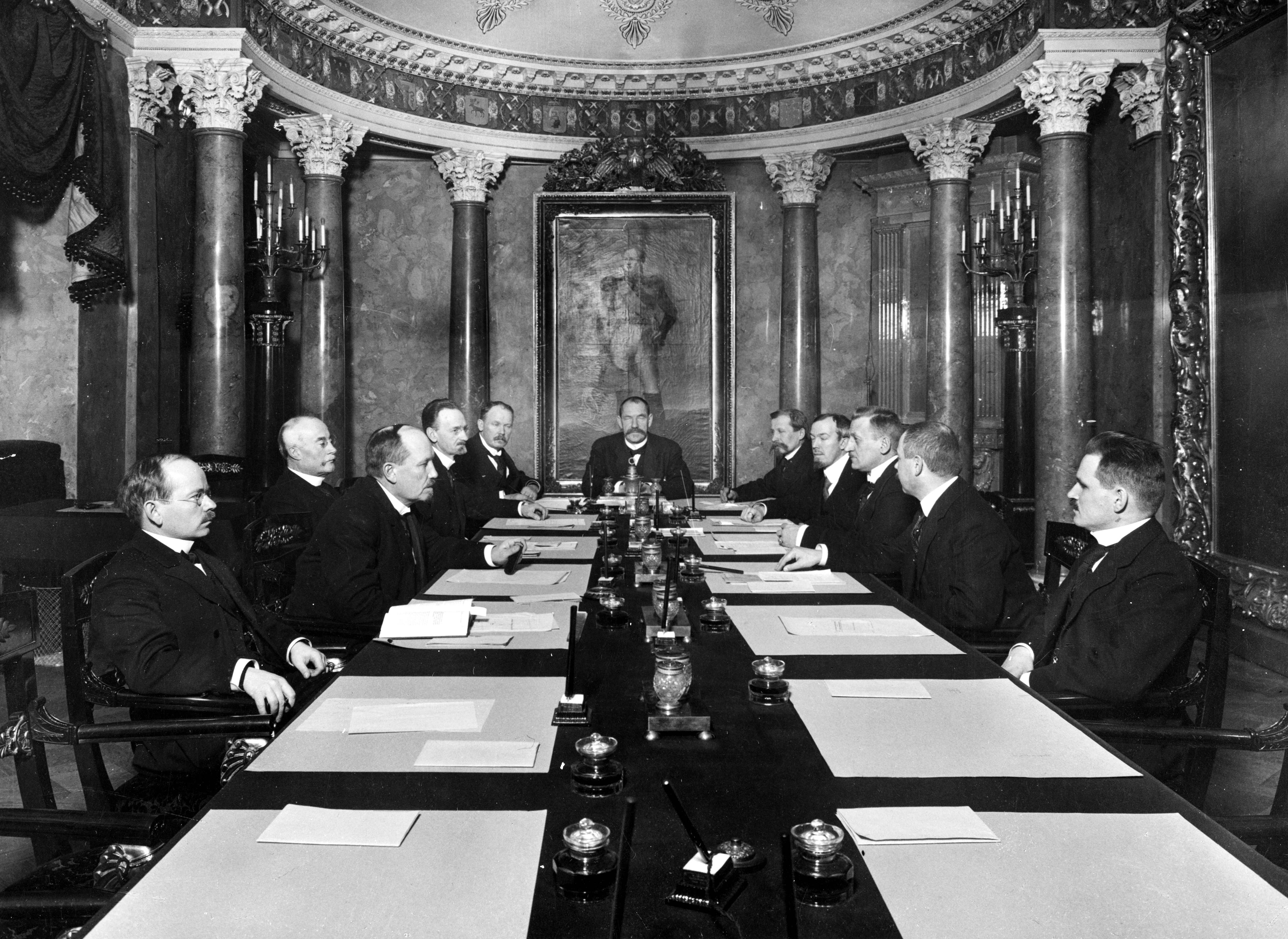
Självständighetssenaten.

Regeringen Svinhufvud I, även kallad Självständighetssenaten (finska: itsenäisyyssenaatti) var den borgerliga regering i Finland som satt mellan den 27 november 1917 och den 18 maj 1918 och som proklamerade Finlands självständighet.
Efter att Kerenskij upplöst den finländska lantdagen och utlyst nyval hösten 1917 vann de borgerliga en seger. Socialdemokraternas hållning inför valen var oklar – å ena sidan förklarades valen olagliga och man höll fast vid den gamla lantdagen, å andra sidan deltog man i valen. Valkampanjen och valpropagandans överdrifter satte sinnena i svallning. Valet uppfattades som betydelsefullt, därför ökade valdeltagandet från 55,5 procent 1916 till 69,2 procent. 
Valresultatet blev en besvikelse för socialdemokraterna. Deras mandatantal hade vuxit stadigt sedan valen 1907. I valen 1916 hade de uppnått absolut majoritet. Nu utgick Agrarförbundet som segrare. Socialdemokraterna förlorade sin absoluta majoritet, minskade från 103 mandat till 92. 
I november 1917 bildade Pehr Evind Svinhufvud en borgerlig regering. Den 4 december kom ett förslag om oberoende republik. Förslaget godkändes den 6 december av lantdagen. Därefter sökte man få utlandets erkännande. Efter Sveriges erkännande skrev Stockholms-Tidningen: ”Med glädje hälsa vi, svenskar och finnar i förening, vad nu skett såsom inledningen till en ny epok i Nordens framtid.” Den 6 januari 1918 sände Walter Ahlström till Finlands senat meddelandet att Sverige erkänt Finlands självständighet samt att han utnämnts till Sveriges generalkonsul i Finland. När den Allryska centrala exekutivkommittén bekräftat självständigheten skedde Sveriges erkännande omedelbart. 
Självständighetssenaten skingrades sedan de röda i inledningen av finska inbördeskriget tagit makten i Helsingfors den 29 januari 1918. De röda leddes av Finlands folkkommissariat och kontrollerade södra Finland medan det borgerliga vita Finland kom att ledas av Vasasenaten. Efter tyskarnas landstigning i södra Finland upprättades Helsingforssenaten av andra medlemmar ur självständighetssenaten.

## Medlemmar
Självständighetssenaten bestod av
- Pehr Evind Svinhufvud,
- Onni Talas,
- Jalmar Castrén,
- Arthur Castrén,
- Eero Yrjö Pehkonen,
- Juhani Arajärvi,
- Alexander Frey,
- Heikki Renvall,
- E.N. Setälä,
- O.W. Louhivuori,
- Kyösti Kallio.